# Aechmea moorei
Aechmea moorei es una especie fanerógama del genus Aechmea. Esta especie es nativa de Ecuador y de Perú.

## Cultivares
- Aechmea 'Jack'
- Aechmea 'Peggy Joe'